# Chromis dimidiata
Chromis dimidiata — вид риб родини Pomacentridae.

## Назва
В англійській мові має назви «половина-на-половину хроміс» (англ. half-and-half chromis). 

## Опис
Риба до 9 см завдовжки. Чорна спереду і біла ззаду. Межа між кольорами проходить так, що риба ніби розділена на дві половини. Харчується зоопланктоном.

## Поширення та середовище існування
Живе великими зграями у багатих на коралові рифи територіях та затоках на глибині від 0,5 до 36 м. Від Червоного моря на заході до Яви на сході, Південної Африки на півдні та Таїланду на півночі.

## Галерея

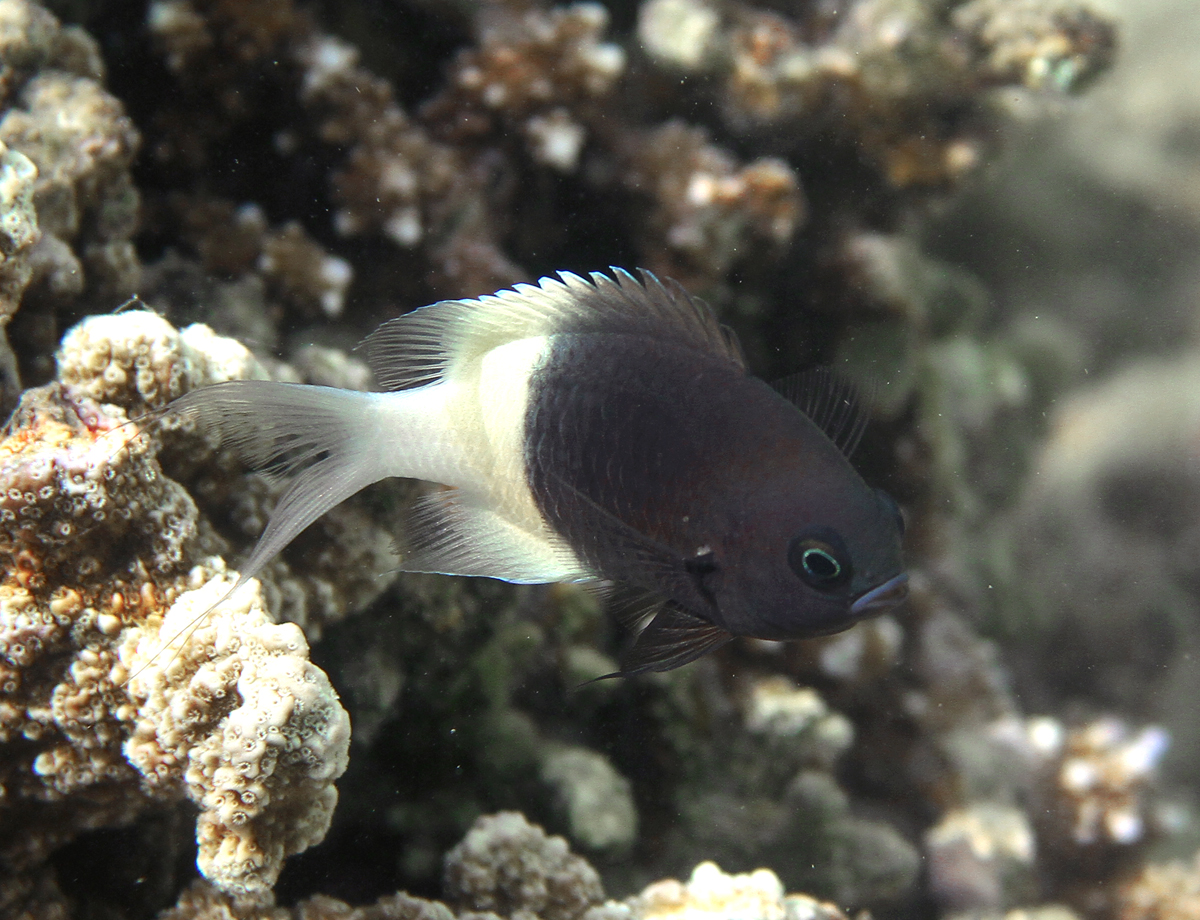